# Mérytéti
Mérytéti (« aimé par Téti ») est vizir de Pépi Ier sous la VIe dynastie. Il est le fils du vizir Mérérouka. Sa mère est fille royale Sechséchet II, fille de Téti, il est donc neveu du roi Pépi Ier.

## Sépulture
Mérytéti est enterré dans le mastaba (LS10 à Saqqarah) de son père Mérérouka. Cette tombe est divisée en trois parties. La plus grande partie du mastaba est destinée à Mérérouka, une autre section à Nedjetempet, la mère de Mérérouka, tandis que la troisième partie appartient à Mérytéti. Le puits funéraire de Mérytéti est situé dans l'angle nord-ouest de la tombe de Mérérouka. Sa section de la tombe représente sa propre femme, Nebet, et ses deux fils, Ihyemsaef (ou Ihy) et Niânkhmin.